# Ancylorhynchus oldroydi
Ancylorhynchus oldroydi är en tvåvingeart som beskrevs av Lindner 1961. Ancylorhynchus oldroydi ingår i släktet Ancylorhynchus och familjen rovflugor.
Artens utbredningsområde är Tanzania. Inga underarter finns listade i Catalogue of Life.